# Coupe Mitropa 1979-1980
Navigation
Édition précédente Édition suivante
La Coupe Mitropa 1979-1980 est la quarantième édition de la Coupe Mitropa. Elle est disputée par quatre clubs provenant de quatre pays européens. 
Non disputée en 1979, l'épreuve redémarre en 1980 avec une nouvelle formule : elle oppose désormais les clubs champions de deuxième division. L'Udinese Calcio remporte le titre.

## Compétition
| Rang | Équipe              | Pts | J | G | N | P | Bp | Bc | Diff |  | Résultats (▼ dom., ► ext.) |     |     | Drapeau de la Tchécoslovaquie |     |
| ---- | ------------------- | --- | - | - | - | - | -- | -- | ---- |  | -------------------------- | --- | --- | ----------------------------- | --- |
| 1    | Udinese Calcio      | 8   | 6 | 3 | 2 | 1 | 8  | 6  | +2   |  | Udinese Calcio             |     | 0-0 | 3-2                           | 2-0 |
| 2    | NK Čelik Zenica     | 6   | 6 | 2 | 2 | 2 | 8  | 6  | +2   |  | NK Čelik Zenica            | 2-3 |     | 3-1                           | 2-0 |
| 3    | TJ Rudá Hvězda Cheb | 6   | 6 | 3 | 0 | 3 | 10 | 10 | 0    |  | TJ Rudá Hvězda Cheb        | 2-0 | 2-1 |                               | 2-1 |
| 4    | Debreceni MVSC      | 4   | 6 | 1 | 2 | 3 | 3  | 7  | -4   |  | Debreceni MVSC             | 0-0 | 0-0 | 2-1                           |     |